# Розкажи мені казку
«Розкажи́ мені́ ка́зку» (англ. Tell Me a Story) — американський телесеріал, трилер потокового сервісу Paramount+, що вийшов 31 жовтня 2018 року. Ремейк мексиканського телесеріалу «Якось у казці» (ісп.) 2017 року. У головних ролях знялися відомі актори: Деніел Кемпбелл («Первородні»), Пол Веслі («Щоденники вампіра»), Кім Кетролл («Секс і Місто»), Даня Рамірес («Якось у казці») та інші. Українське озвучення — студія DniproFilm.
17 грудня 2018 року серіал було продовжено на другий сезон. 11 травня 2020 року серіал було закрито після двох сезонів. Канал The CW викупив права показу. Прем'єра повторного показу відбулась 28 липня 2020 року.

## Сюжет
«Розкажи мені казку» — сучасний кримінальний психологічний трилер, персонажі якого засновані на характерних героях відомих казок. У першому сезоні: «Троє поросят», «Червона шапочка» та «Гензель і Гретель». Події відбуваються у Нью-Йорку, куди переїздить дівчина Кайла («Червона шапочка»), де злочинці («Троє поросят») грабують банк та намагаються втекти від помсти «Вовка», де брат і сестра («Гензель і Гретель») потрапляють у моторошну халепу…
Перший епізод був сприйнятий глядачами та критиками досить прохолодно, але після другого рейтинги телесеріалу пішли різко вгору, що видно за оцінками епізодів на сайті IMDb.

## У ролях
| Актор                                              | Роль                                                                           |
| -------------------------------------------------- | ------------------------------------------------------------------------------ |
| Джеймс Волк (англ. James Wolk)                     | власник ресторану Джордан Еванс (Вовк) «Троє поросят»                          |
| Біллі Магнессен (англ. Billy Magnussen)            | учитель Нік Салліван (Вовк) «Червона шапочка»                                  |
| Даня Рамірес (англ. Dania Ramirez)                 | ветеран війни, спортивний інструктор Ханна Перес (Гретель) «Гензель і Гретель» |
| Деніел Кемпбелл (англ. Danielle Campbell)          | школярка Кайла Павел (Червона шапочка) «Червона шапочка»                       |
| Доріан Міссік (англ. Dorian Missick)               | лідер грабіжників Сем Павел (Старше поросятко) «Троє поросят»                  |
| Сем Джагер (англ. Sam Jaeger)                      | батько Кайли і Сема Тім Павел (Мисливець) «Червона шапочка»                    |
| Даві Сантуш (порт. Davi Santos)                    | танцівник, брат Ханни Ґейб Перес (Гензель) «Гензель і Гретель»                 |
| Майкл Реймонд-Джеймс (англ. Michael Raymond-James) | простий робітник і грабіжник Мітч Лонго (Середнє поросятко) «Троє поросят»     |
| Забріна Гевара (англ. Zabryna Guevara)             | детектив поліції Нью-Йорка Рене Гарсіа                                         |
| Пол Веслі (англ. Paul Wesley)                      | бармен і грабіжник Едді Лонго (Молодше поросятко) «Троє поросят»               |
| Кім Кетролл (англ. Kim Cattrall)                   | мати Тіма Колін Павел (Бабуся) «Червона шапочка»                               |
| Ека Дарвілл (англ. Eka Darville)                   | Бо Моріс                                                                       |

## Сезони
| Сезон | Епізоди | Епізоди | Оригінальний випуск | Оригінальний випуск |
| Сезон | Епізоди | Епізоди | Перший випуск       | Останній випуск     |
| ----- | ------- | ------- | ------------------- | ------------------- |
| 1     | 10      | 10      | 31 жовтня 2018      | 3 січня 2019        |
| 2     | 10      | 10      | 5 грудня 2019       | 6 лютого 2020       |

## Список серій

### Перший сезон (2018—2019)
| Номер серії | Назва                                          | Режисер          | Сценарист                                            | Дата виходу       |
| --- | ---------------------------------------------- | ---------------- | ---------------------------------------------------- | ----------------- |
| 1 | «Глава 1: Надія» «Chapter 1: Hope»             | Ліз Фрідлендер   | Кевін Вільямсон                                      | 31 жовтня 2018    |
| Тім із дочкою Кайлою переїжджає до своєї матері в Нью-Йорк, аби розпочати нове життя після смерті дружини; Ґейб і Ханна переживають надзвичайно складні часи; Джордан і Бет мають смертельно небезпечні проблеми… |                                                |                  |                                                      |                   |
| 2 | «Глава 2: Утрата» «Chapter 2: Loss»            | Ліз Фрідлендер   | Едуардо Хав'єр Канто Раян Малдоналдо Кевін Вільямсон | 31 жовтня 2018    |
| Джордан допомагає поліції впізнати одного з грабіжників банку, бармена Едді Лонго; Ханна допомагає братові приховати участь у смертельній вечірці в готелі; Кайла з'ясовує стосунки зі своїм коханцем-учителем.   |                                                |                  |                                                      |                   |
| 3 | «Глава 3: Жадібність» «Chapter 3: Greed»       | Марк Тондерай    | Голлі Овертон Кевін Вільямсон                        | 15 листопада 2018 |
| 4 | «Глава 4: Лють» «Chapter 4: Rage»              | Марк Тондерай    | Кім Клементс Кевін Вільямсон                         | 22 листопада 2018 |
| 5 | «Глава 5: Божевілля» «Chapter 5: Madness»      | Солван Наїм      | Гізер Зульке Кевін Вільямсон                         | 29 листопада 2018 |
| 6 | «Глава 6: Провина» «Chapter 6: Guilt»          | Джефф Т. Томас   | Мері Лея Саттон Кевін Вільямсон                      | 6 грудня 2018     |
| 7 | «Глава 7: Зрада» «Chapter 7: Betrayal»         | Міллісент Шелтон | Андреа Торнтон Кевін Вільямсон                       | 13 грудня 2018    |
| 8 | «Глава 8: Правда» «Chapter 8: Truth»           | Джон Скотт       | Кевін Вільямсон                                      | 20 грудня 2018    |
| 9 | «Глава 9: Обман» «Chapter 9: Deception»        | Адам Девідсон    | Гізер Зульке                                         | 27 грудня 2018    |
| 10 | «Глава 10: Прощення» «Chapter 10: Forgiveness» | Крейг Зіск       | Кевін Вільямсон Мері Лея Саттон                      | 3 січня 2019      |

### Другий сезон (2019—2020)
| Номер серії | Назва                                  | Режисер          | Сценарист                       | Дата виходу    |
| ----------- | -------------------------------------- | ---------------- | ------------------------------- | -------------- |
| 1           | «Прокляття» «The Curse»                | Джефф Т. Томас   | Кевін Вільямсон Мері Лея Саттон | 5 грудня 2019  |
| 2           | «Письменницький блок» «Writer's Block» | Солван Наїм      | Стів Стрингер                   | 12 грудня 2019 |
| 3           | «Родинна справа» «Family Business»     | Енн Гамільтон    | Сильвія Л. Джонс                | 19 грудня 2019 |
| 4           | «Фанат номер один» «Number One Fan»    | Девід Гроссман   | Голлі Овертон                   | 26 грудня 2019 |
| 5           | «Нові сторінки» «New Pages»            | Джефф Т. Томас   | Тріна Генкок Мелісса Р. Баєр    | 2 січня 2020   |
| 6           | «Lost and Found»                       | Міллісент Шелтон | Марк Гадіс                      | 9 січня 2020   |
| 7           | «Thorns and All»                       | Джефф Т. Томас   | Мері Лея Саттон                 | 16 січня 2020  |
| 8           | «Солодкі сни» «Sweet Dreams»           | Кевін Танчароен  | Браян Міллікін                  | 23 січня 2020  |
| 9           | «Улюблений син» «Favorite Son»         | Джефф Т. Томас   | Тріна Генкок Мелісса Р. Баєр    | 30 січня 2020  |
| 10          | «Після всього» «Ever After»            | Джефф Т. Томас   | Марк Гадіс Майкл Петерсон       | 6 лютого 2020  |